# Conservatory of Flowers

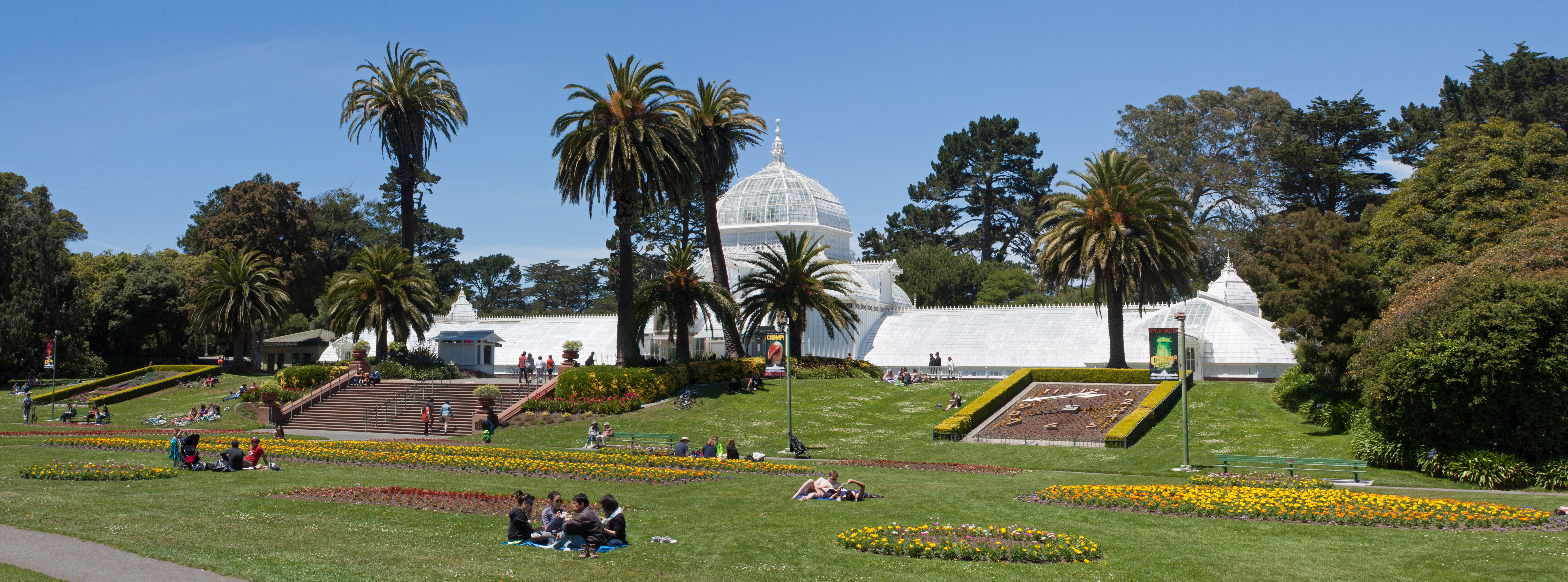
Conservatory of Flowers en 2014

Le Conservatory of Flowers est un jardin botanique qui collecte et préserve une collection de plantes rares et de plantes exotiques, situé dans le Golden Gate Park à San Francisco.
Le bâtiment a été construit en 1878 par Lord & Burnham. Il a été inscrit dans le Registre national des lieux historiques en 1971.